# Ruta Nacional 12 (Colombia)
La Ruta Nacional 12 es una carretera colombiana que recorre el departamento del Cauca. Inicia en el sitio de La Lupa en Patía (tramo 2503) y finaliza en el sitio de Santiago, San Sebastián. Tiene una longitud de 110.06 km.
Es una carretera de tipo transversal, siendo su trazado occidente-oriente.  

## Historia

### Antecedentes
La ruta fue establecida en la Resolución 3700 de 1995 teniendo como punto de inicio el municipio de Guapi, departamento del Cauca y como punto final algún sitio de cruce con la Ruta Nacional 45 sobre el municipio de Santa Rosa en el departamento del Cauca. Dicho trazado inicial pretendía elaborar una transversal que conectara el Pacífico colombiano (en el municipio de Guapi) con las troncales más importantes como la Ruta Nacional 25 y la Ruta Nacional 45 atravesando el departamento del Cauca. Sin embargo, la Resolución 339 de 1999 redefinió la ruta donde los sectores entre Guapi - La Lupa y Santa Rosa - cruce Ruta 45 (Santa Rosa) fueron eliminados.

## Descripción de la ruta
La ruta posee una longitud total de 110.06 km, divididos de la siguiente manera:

### Ruta actual
| Administración | Administración | Administración |
| -------------- | -------------- | -------------- |
| INVIAS         | 110.06         | 100%           |
| ANI            | 0.00 km        | 0%             |
| Tramos         |                |                |
| Principales    | 1              | 1              |
| Alternos       | 0              | 0              |
| Pasos          | 0              | 0              |
| Variantes      | 0              | 0              |
| Ramales        | 0              | 0              |
| Subramales     | 0              | 0              |

| Código | Tipo  | Recorrido          | Clasificación SINC         | PR Inicial | PR Final | Longitud km. |
| ------ | ----- | ------------------ | -------------------------- | ---------- | -------- | ------------ |
| 1203   | Tramo | La Lupa - Santiago | Transversal Rosas Condagua | 0+0000     | 110+0060 | 110.06       |

### Ruta eliminada o anterior
Las siguientes porciones de ruta fueron incluidas en la Resolución 3700 de 1995, sin embargo fueron eliminadas ya sea por su cesión a los gobiernos departamentales, municipales, o por la no existencia de la vía.
| Código | Tipo  | Recorrido                  | Situación Actual |
| ------ | ----- | -------------------------- | --- |
| 1201   | Tramo | Guapi - Balboa             | - Carretera inexistente (Guapi - Argelia) - 25CC03 Carretera Secundaria Departamental (Argelia - Balboa)                                  |
| 1202   | Tramo | Balboa - Estrecho          | - 25CC03 Carretera Secundaria Departamental                                                                                               |
| 1204   | Tramo | Santa Rosa - Cruce ruta 45 | - 25CC15-1 Subramal de la Ruta Nacional 25 - Carreteable (Santa Rosa - Río Caquetá) - Carretera Inexistente (Río Caquetá - Cruce Ruta 45) |
| 12CC01 | Ramal | Bolívar - San Lorenzo      | - 12CC04 Carretera Secundaria Departamental                                                                                               |
| 12CC02 | Ramal | Santiago - San Sebastián   | - 25CC15 Subramal de la Ruta Nacional 25                                                                                                  |

## Municipios

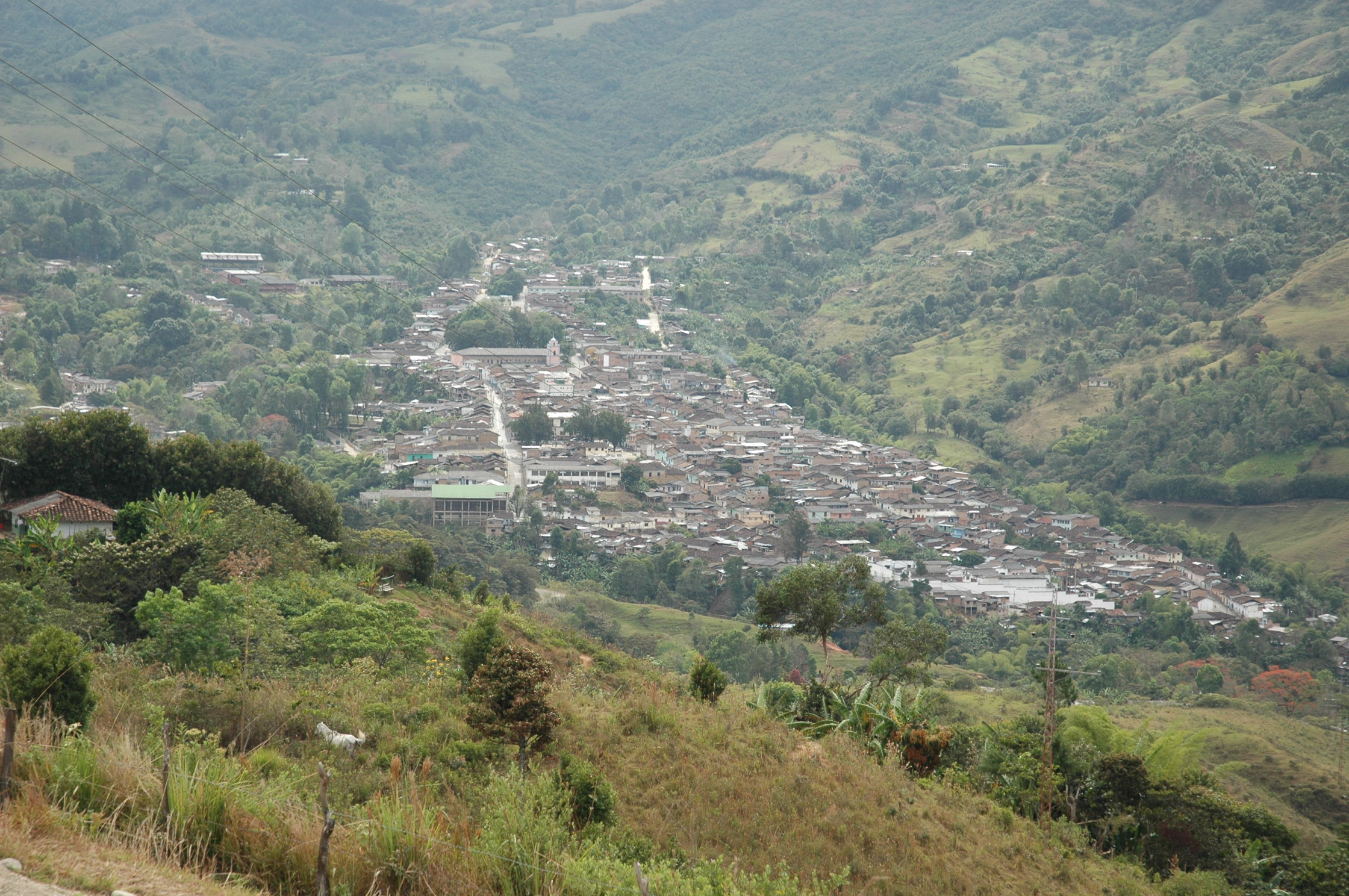
Bolívar.

Las ciudades y municipios por los que recorre la ruta son los siguientes:
| Leyenda | recorrido actual recorrido anterior Río Lugar Cabecera municipal | recorrido actual recorrido anterior Río Lugar Cabecera municipal                                                      | recorrido actual recorrido anterior Río Lugar Cabecera municipal |
| Tramo   | Municipio                                                        | Recorrido | Departamento                                                     |
| 1201    | Guapí                                                            | Guapí; Área rural no definida.                                                                                        | Cauca                                                            |
| 1201    | Argelia                                                          | El Pinche; El Plateado; Sinaí; La Playa; La Mina; El Mango; Argelia.                                                  | Cauca                                                            |
| 1201    | Balboa                                                           | La Planada (Acceso); Balboa.                                                                                          | Cauca                                                            |
| 1202    | Balboa                                                           | Balboa; Guadualito (Acceso 25CC03-1 a mamaconde y acceso 25CC06 a Estanquillo).                                       | Cauca                                                            |
| 1202    | Patía                                                            | El Estrecho (Cruce 2503 ).                                                                                            | Cauca                                                            |
| 1203    | Patía                                                            | La Lupa (Cruce 2503 ); Río San Pedro; Guachicono; Lerma (Acceso 12CC01 ).                                             | Cauca                                                            |
| 1203    | Bolívar                                                          | Palmitas; La Playa San Jorge; La Medina (Acceso 12CC03 a Mercaderes); Bolívar; Guayacanes (Acceso 12CC05 a Almaguer). | Cauca                                                            |
| 1203    | San Sebastián                                                    | El Rosal; Santiago (Cruce 25CC15 ).                                                                                   | Cauca                                                            |
| 1203    | San Sebastián                                                    | Santiago; Río Grande                                                                                                  | Cauca                                                            |
| 1203    | Santa Rosa                                                       | Río Caquetá; El Carmelo Curiaco; Santa Rosa.                                                                          | Cauca                                                            |
| 1204    | Santa Rosa                                                       | Santa Rosa; Río Caquetá: Cruce 4503 .                                                                                 | Cauca                                                            |

## Gestión de la ruta

### Concesiones y proyectos
Actualmente la ruta no posee concesiones ni proyectos, por lo tanto es administrada por el INVIAS.

### Peajes
La ruta no posee peajes.

## Geografía
La ruta recorre el sur del departamento de Cauca, a través de la cordillera central; la altura máxima es de 2.420 m s.n.m., en Santiago (fin de la ruta), y la mínima de 700 m s.n.m. en La Lupa.

### Clima
El clima de la ruta varía según la altitud, presentando los siguientes patrones:
| Parámetro       | Máximo                     | Mínimo                  |
| --------------- | -------------------------- | ----------------------- |
| Temperatura     | 24-26 °C Patía             | 12-16 °C San Sebastián  |
| Precipitaciones | 1500-2000 mm Patía-Bolívar | 1000-1500 San Sebastián |

### Hidrografía

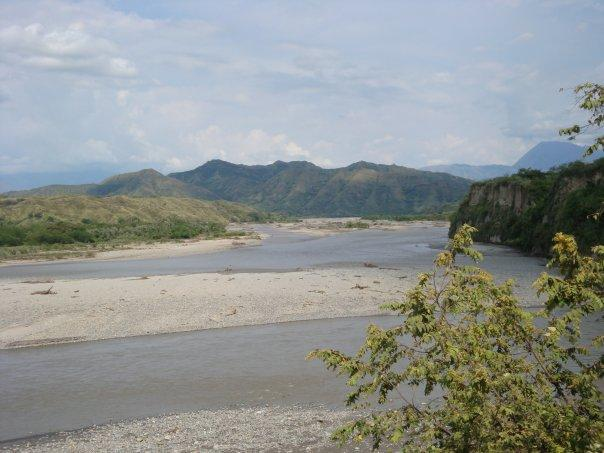
Río Guachicono.

La ruta atraviesa varios ríos menores y quebradas, entre los que se destaca el río Guachicono.

### Amenaza volcánica
La ruta atraviesa la zona de influencia de varios volcanes:
| Amenaza      | Dirección del viento        | Tramo Afectado        | Efectos                                                          |
| ------------ | --------------------------- | --------------------- | ---------------------------------------------------------------- |
| Amenaza baja | Diferente a la predominante | 1003 La Lupa-Santiago | Caída de ceniza y lapilli, acumulaciones de ceniza de 0.5 a 1 cm |

| Amenaza      | Dirección del viento        | Tramo Afectado      | Efectos                                                          |
| ------------ | --------------------------- | ------------------- | ---------------------------------------------------------------- |
| Amenaza baja | Predominante                | 1003 La Lupa-PR 12  | Caída de ceniza y lapilli, acumulaciones de ceniza de 0.5 a 1 cm |
| Amenaza baja | Diferente a la predominante | 1003 PR 12-Santiago | Caída de ceniza y lapilli, acumulaciones de ceniza de 0.5 a 1 cm |

| Amenaza      | Dirección del viento        | Tramo Afectado      | Efectos                                                          |
| ------------ | --------------------------- | ------------------- | ---------------------------------------------------------------- |
| Amenaza baja | Predominante                | 1003 La Lupa-PR 24  | Caída de ceniza y lapilli, acumulaciones de ceniza de 0.5 a 1 cm |
| Amenaza baja | Diferente a la predominante | 1003 PR 24-Santiago | Caída de ceniza y lapilli, acumulaciones de ceniza de 0.5 a 1 cm |